# Hydroptila spatulata
Hydroptila spatulata är en nattsländeart som beskrevs av Morton 1905. Hydroptila spatulata ingår i släktet Hydroptila och familjen smånattsländor. Inga underarter finns listade i Catalogue of Life.